# John Monash
Sir John Monash GCMG, KCB, VD (27 de junho de 1865 – 8 de outubro de 1931) foi um engenheiro civil e acadêmico australiano que se tornou comandante militar da Austrália durante a Primeira Guerra Mundial, participando da Batalha de Amiens.
Comandou a 13ª Brigada de Infantaria e se tornou comandante da 4ª Brigada no Egito.